# 'n Beetje

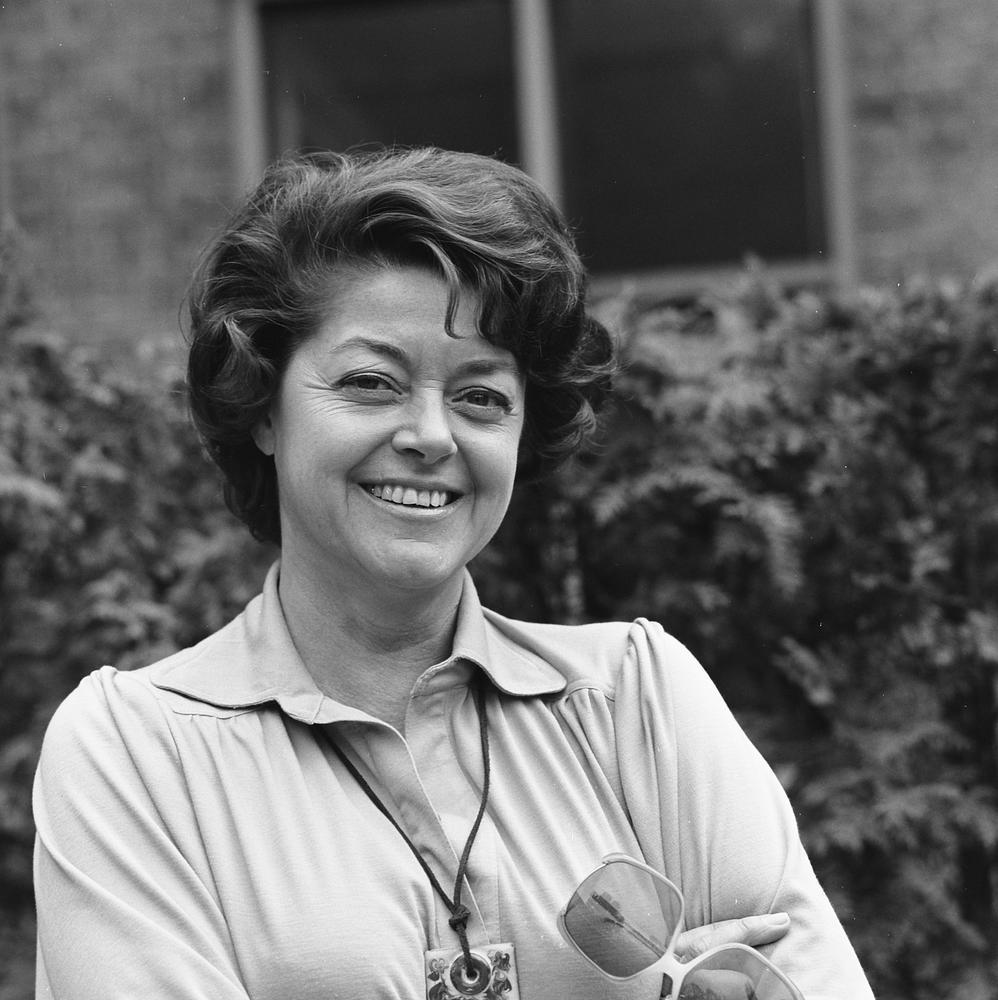
Teddy Scholten, zangeres van het liedje

 'n Beetje was de Nederlandse inzending naar het Eurovisiesongfestival van 1959. Het liedje werd vertolkt door zangeres Teddy Scholten.
Het lied was gecomponeerd door Dick Schallies op een tekst van Willy van Hemert. In de tekst zingt Teddy over het houden van haar man en vraagt ze hem of hij wel trouw aan haar is, waarop hij antwoordt:  'n Beetje.
Van het nummer was eerst een versie opgenomen in een orkestarrangement van Jan Corduwener, maar na slechte verkoopcijfers werd Jack Bulterman gevraagd om een wat vlotter arrangement te schrijven, waarbij Teddy begeleid wordt door een big band. Merkwaardig genoeg is deze versie moeilijk te vinden op de diverse compilatie- en verzamelalbums. Beide versies werden opgenomen in de Polygram Studio's te Hilversum door technicus Ruud van Lieshout.
Op het Eurovisiesongfestival 1959 haalde Teddy Scholten met dit liedje de eerste plaats. Het was de tweede keer dat Nederland het songfestival won. Scholten kreeg 21 punten, waarvan 7 van Italië.